# Ренкюм
Ренкум (нидерл. Renkum, МФА: [ˈrɛŋkəm]) — город и община в Нидерландах, в провинции Гелдерланд.

## География
Община Ренкум расположена в восточной части Нидерландов, в провинции Гелдерланд, южнее лесного массива Велюве и западнее Арнема. Южной границей её является река Рейн. Численность населения общины на 31 декабря 2009 года составляла 31.436 человека, из которых в городе Ренкум и сросшимся с ним Хелзюме проживают 12.649 человек, в городе Остербеке, где находится общинное управление — 11.338 человек, в городе Дорверт — 4.970 человек, в поселках Волфхезе и Хеведорп — соответственно 1.770 и 709 жителей.
В экономическом отношении главным источником доходов общины является туризм; кроме этого здесь имеется несколько крупных промышленных предприятий — по производству покрышек, бумаги, стройматериалов и т. п.  В Волфхезе находится крупнейшая в Нидерландах психиатрическая лечебница, обеспечивающая работой жителей городка. Через Остербек и Волфхезе проходит железнодорожная линия Арнем — Утрехт. Из Остербека в Арнем также ходят троллейбусы. В Остербеке на Рейне — гавань для яхт.

## История
Первые поселения появились в Ренкуме во времена Карла Великого. Впервые город письменно упоминается в 970 году. В 1280 году был воздвигнут замок Дорверт, на месте ранее разрушенного строения. Он находился на одном из рейнских островов, и владелец замка взимал плату с капитанов плывущих мимо судов. В 1392 году в Остербеке был основан монастырь Мариенвард. Во время Нидерландской революции городок Волфхезе был уничтожен испанцами, и восстановлен лишь в 1846 году, при прокладке железной дороги Арнем — Эде.
В годы Второй мировой войны Ренкум стал ареной одной из самых кровавых и ожесточённых схваток на европейском театре — битвы за Арнем. 17 сентября 1944 года на территории Ренкумской пустоши и севернее Волфхезе высадились американские парашютисты под командованием генерала Уркварта. Сражение это на подступах к переправам через Рейн у Арнема привело к полному разрушению Остербека. Другие города коммуны также понесли тяжелейший урон от военных действий. Вплоть до сегодняшних дней в этом регионе при проведении строительных и дорожных работ следует придерживаться осторожности в связи с большим количеством сохранившихся с военных времён и неразорвавшихся бомб, мин и снарядов.
1 января 1818 года община Остербек была разделена на две новые общины: Ренкум и Дорверт. С 1 мая 1923 года община Дорверт была присоединена к общине Ренкум.

## Города-партнёры
- Дембно